# هيجو ماير
هيجو ماير (بالألمانية: Heiko Meyer)‏ هو غطاس ألماني، ولد في 2 ديسمبر 1976 في درسدن في ألمانيا.

## وصلات خارجية
- هيجو ماير على موقع الاتحاد الدولي للسباحة (الإنجليزية)
- هيجو ماير على موقع قاعدة بيانات الغوص IAT (الألمانية)
- هيجو ماير على موقع اللجنة الأولمبية الدولية (الإنجليزية)
- هيجو ماير على موقع أوليمبيديا (الإنجليزية)